# Idioctis helva
Idioctis helva är en spindelart som beskrevs av Ludwig Carl Christian Koch 1874. Idioctis helva ingår i släktet Idioctis och familjen Barychelidae.
Artens utbredningsområde är Fiji. Inga underarter finns listade i Catalogue of Life.